# Baltern
Baltern är en sjö i Härjedalens kommun i Härjedalen och ingår i Göta älvs huvudavrinningsområde. Sjön har en area på 0,282 kvadratkilometer och ligger 845,2 meter över havet. Baltern ligger i Rogen Natura 2000-område.

## Delavrinningsområde
Baltern ingår i det delavrinningsområde (693157-131652) som SMHI kallar för Utloppet av Baltern. Medelhöjden är 855 meter över havet och ytan är 1,22 kvadratkilometer. Det finns inga avrinningsområden uppströms utan avrinningsområdet är högsta punkten. Vattendraget som avvattnar avrinningsområdet har biflödesordning 3, vilket innebär att vattnet flödar genom totalt 3 vattendrag innan det når havet efter 718 kilometer. Avrinningsområdet består mestadels av skog (40 procent) och kalfjäll (37 procent). Avrinningsområdet har 0,28 kvadratkilometer vattenytor vilket ger det en sjöprocent på 23,1 procent.